# Vavvaru
Vavvaru est une petite île inhabitée des Maldives.

## Géographie
Vavvaru est située dans le centre des Maldives, à l'Ouest de l'atoll Faadhippolhu, dans la subdivision de Lhaviyani. 